# Baliochila singularis
Baliochila singularis är en fjärilsart som beskrevs av Henry Stempffer och Bennett 1953. Baliochila singularis ingår i släktet Baliochila och familjen juvelvingar. IUCN kategoriserar arten globalt som livskraftig. Inga underarter finns listade i Catalogue of Life.